# Alfons von Rosthorn

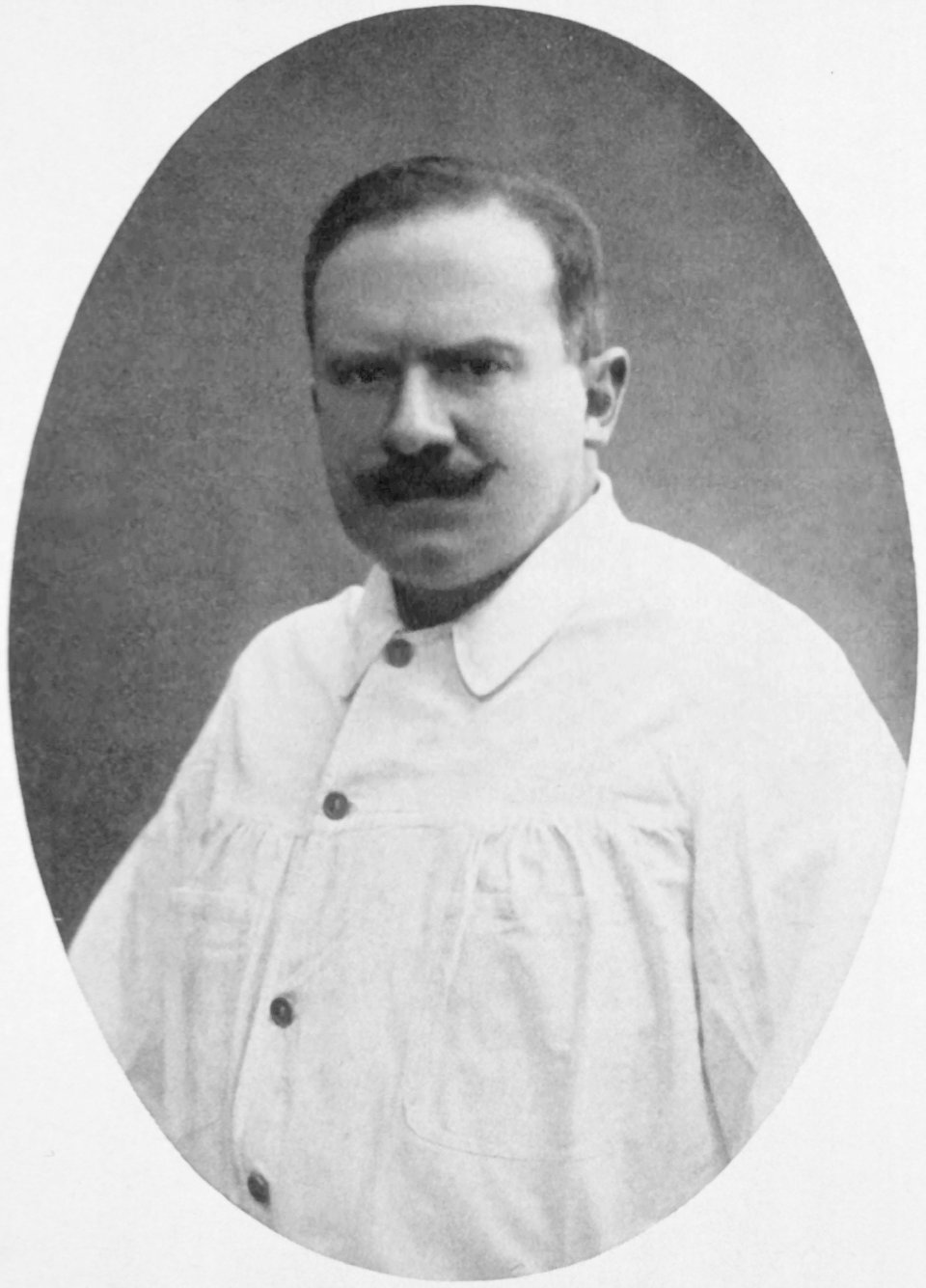
Alfons von Rosthorn

Alfons Edler von Rosthorn (* 19. September 1857 in Oed, Niederösterreich; † 9. August 1909 in Seckau, Steiermark) war ein österreichischer Mediziner.

## Leben
Alfons von Rosthorn, ein Mitglied der Industriellenfamilie Rosthorn, war der Sohn von Josef von Rosthorn. Rosthorn studierte zuerst Zoologie von 1877 bis 1880, anschließend Medizin bis 1884 an der Universität Wien. Er war Schüler von Theodor Billroth und Rudolf Chrobak. Nach dem Studium war er Assistent zuerst in Graz und anschließend wieder in Wien an der II. Universitätsfrauenklinik. Ab 1891 war er Professor an der Karl-Ferdinands-Universität in Prag. Ab 1898 war er ordentlicher Professor für Geburtshilfe und Gynäkologie in Graz, in der Folge in Heidelberg, sowie Vorstand wieder an der II. Universitätsfrauenklinik in Wien.

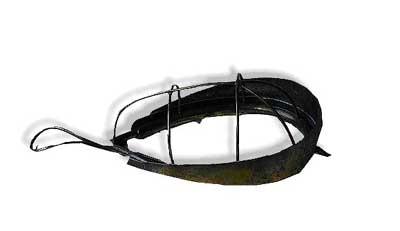
Anästhesie-Maske von Rosthorn

## Werke
- Die Krankheiten des Beckenbindegewebes, in: Handbuch der Gynäkologie, Hrsg. J. Veit, Band 3/2, 1899
- Die Erkrankungen der weiblichen Geschlechtsorgane, gemeinsam mit Rudolf Chrobak
- Die Univ. Frauenklinik in Heidelberg, gemeinsam mit F. Hirsch, 1904
- Kehlkopftuberkulose und Schwangerschaft, in: WMW 59, 1909